# Lijst van beschermd erfgoed in La Bruyère
Onderstaande tabel geeft een overzicht van de beschermde erfgoederen in de gemeente La Bruyère. Het beschermd erfgoed maakt deel uit van het cultureel erfgoed in België.
| Object | Bouwjaar/architect | Deelgemeente | Adres       | Coördinaten                   | Nummer?                | Afbeelding                    |
| --- | ------------------ | ------------ | ----------- | ----------------------------- | ---------------------- | ----------------------------- |
| Toren van de kerk Saint-Denis |                    |              | Saint-Denis | 50° 32' 8" NB, 4° 47' 3" OL   | 92141-CLT-0003-01 Info | Toren van de kerk Saint-Denis |
| Twee schandpalen gelegen op het terrein van kasteel van Villers-lez-Heest en het ensemble van het kasteel en zijn omgeving, het park en schandpalen             |                    |              |             | 50° 31' 53" NB, 4° 50' 26" OL | 92141-CLT-0004-01 Info |                               |
| Pastorie van parochie Saint-Didier en de muur (van het schoolplein, uitgebreid met de kleine hoogte) en het ensemble van de omliggende terreinen en de pastorie |                    |              |             | 50° 30' 19" NB, 4° 48' 13" OL | 92141-CLT-0005-01 Info |                               |
| Exterieur van kasteel de Villers-lez-Heest, de boerderij, de bijgebouwen, het paviljoen, en de muren van de gracht, de hangar en de bakkerij                    |                    |              |             | 50° 31' 52" NB, 4° 50' 31" OL | 92141-CLT-0006-01 Info |                               |